# Попов, Юрий Фёдорович
Ю́рий Фёдорович Попо́в (род. 25 июня 1954) — советский и российский дипломат. Чрезвычайный и полномочный посол (2011), кандидат исторических наук.

## Биография
Окончил Московский государственный институт международных отношений (МГИМО) МИД СССР (1976) и Дипломатическую академию МИД СССР(1991). Владеет английским и французским языками.
На дипломатической работе с 1976 года.
- В 1976—1980 годах — секретарь-референт, переводчик, атташе в посольстве СССР в Нигерии.
- В 1984—1987 годах — третий секретарь посольства СССР в Лесото.
- В 1991—1996 годах — первый секретарь, советник посольства России в Зимбабве.
- В 2000—2002 годах — советник-посланник посольства России в Узбекистане.
- В 2003—2006 годах — заместитель директора Третьего департамента стран СНГ МИД России.
- В 2006—2009 годах — посол по особым поручениям МИД России, руководитель Российской части Смешанной контрольной комиссии по урегулированию грузино-осетинского конфликта.
- С 6 марта 2009 по 1 августа 2013 года — чрезвычайный и полномочный посол Российской Федерации в Таджикистане[1][2].
- В 2013—2015 годах — заместитель директора Департамента Африки МИД России.
- С 13 февраля 2015 по 5 апреля 2022 года — чрезвычайный и полномочный посол Российской Федерации в Танзании[3][4].

## Семья
Женат, имеет сына и дочь.

## Награды
- Почётная грамота президента Российской Федерации (6 февраля 2009) — за заслуги в реализации внешнеполитического курса Российской Федерации, многолетнюю безупречную дипломатическую службу[5].
- Орден Дружбы (19 октября 2009) — за большой вклад в реализацию внешнеполитического курса Российской Федерации и многолетнюю добросовестную работу[6].

## Дипломатический ранг
- Чрезвычайный и полномочный посланник 2 класса (16 июня 2002)[7].
- Чрезвычайный и полномочный посланник 1 класса (28 ноября 2007)[8].
- Чрезвычайный и полномочный посол (22 марта 2011)[9].